# Grachev (Mondkrater)
Grachev ist ein Einschlagkrater auf der Mondrückseite.
Der Krater liegt im Nordwesten des Mare Orientale, südlich des Kraters Leuschner.
Der Kraterrand ist nur wenig erodiert und es gibt eine Erhebung von zirka 660 m Höhe am Kratermittelpunkt.
Die Entstehungszeit des Kraters wird in der spät-imbrische Periode vermutet, könnte aber auch im jüngeren Eratosthenischen Zeitalter liegen.
Grachev hat keine Nebenkrater.
Der Krater wurde 1970 von der IAU offiziell nach dem sowjetischen Raketeningenieur Andrei Dmitrijewitsch Gratschow benannt.